# Polypogon monspeliensis
Polypogon monspeliensis, trong tiếng Anh gọi là annual beard-grass hay annual rabbitsfoot grass, là một loài cỏ. Đây là loài bản địa Nam Âu, nhưng ngày nay nó có mặt khắp nơi như một loài du nhập, và lắm khi là cỏ hại. Chúng là cây hàng năm, phát triển đến chiều cao tận một mét. Cụm bông mềm, mịn, dày, màu xanh lá, đôi khi chia thành thùy. Bông con có râu dài, trắng, mảnh.